# Udell
Udell és una població dels Estats Units a l'estat d'Iowa. Segons el cens del 2000 tenia 58 habitants.

## Demografia
Segons el cens del 2000, Udell tenia 58 habitants, 21 habitatges, i 17 famílies. La densitat de població era de 70 habitants/km².
Dels 21 habitatges en un 33,3% hi vivien nens de menys de 18 anys, en un 61,9% hi vivien parelles casades, en un 19% dones solteres, i en un 19% no eren unitats familiars. En el 19% dels habitatges hi vivien persones soles el 4,8% de les quals corresponia a persones de 65 anys o més que vivien soles. El nombre mitjà de persones vivint en cada habitatge era de 2,76 i el nombre mitjà de persones que vivien en cada família era de 3,18.
Per edats la població es repartia de la següent manera: un 34,5% tenia menys de 18 anys, un 3,4% entre 18 i 24, un 25,9% entre 25 i 44, un 24,1% de 45 a 60 i un 12,1% 65 anys o més.
L'edat mitjana era de 35 anys. Per cada 100 dones de 18 o més anys hi havia 111,1 homes.
La renda mitjana per habitatge era de 24.688 $ i la renda mitjana per família de 28.750 $. Els homes tenien una renda mitjana de 33.750 $ mentre que les dones 20.000 $. La renda per capita de la població era de 7.294 $. Entorn del 16,7% de les famílies i el 15,3% de la població estaven per davall del llindar de pobresa.

## Poblacions més properes
El següent diagrama mostra les poblacions més properes.